# Kirsteueria abocellus
Kirsteueria abocellus är en djurart som tillhör fylumet slemmaskar, och som beskrevs av Gibson 1978. Kirsteueria abocellus ingår i släktet Kirsteueria och familjen Lineidae. Inga underarter finns listade i Catalogue of Life.